# Áthyra
Áthyra är en ort i Grekland.   Den ligger i prefekturen Nomós Péllis och regionen Mellersta Makedonien, i den norra delen av landet, 300 km norr om huvudstaden Aten. Áthyra ligger 28 meter över havet och antalet invånare är 1 722.
Terrängen runt Áthyra är platt. Runt Áthyra är det ganska tätbefolkat, med 72 invånare per kvadratkilometer. Närmaste större samhälle är Giannitsá, 16,0 km väster om Áthyra. Trakten runt Áthyra består till största delen av jordbruksmark.